# Ocotea nigra
Ocotea nigra är en lagerväxtart som beskrevs av Raymond Benoist. Ocotea nigra ingår i släktet Ocotea och familjen lagerväxter. Inga underarter finns listade i Catalogue of Life.